# Erste Allgemeine Verunsicherung
Ne doit pas être confondu avec Erste Allgemeine Versicherung.
Erste Allgemeine Verunsicherung (EAV) est un groupe pop rock autrichien, fondé en 1977. L'auteur et le compositeur du groupe est Thomas Spitzer (de). Le nom est une référence à l'ancienne compagnie d'assurance autrichienne Erste Allgemeine Versicherung ("Verunsicherung" : "insécurité" ; "Versicherung" : "assurance").

## Histoire
Eik Breit (de) est des fondateurs du groupe "Antipasta" qui se dissout trois ans plus tard. Avec son ami Thomas Spitzer, qui était guitariste seulement quelques semaines avant la dissolution, puis Nino Holm et Anders Stenmo, il forme un nouveau groupe qui n'a pas tout de suite de nom. Spitzer et Holm le trouvent lors d'une discussion dans un bus. La compagnie d'assurance n'est pas d'abord d'accord et porte plainte contre le groupe puis la retire quelques semaines après (quelques années plus tard, elle sera un sponsor d'une tournée).
À la fin des années 1970, EAV fait ses débuts avec un univers de bande dessinée et obtient ses premiers succès dans les clubs alternatifs allemands. Avec son cinquième album Geld oder Leben! (1985), le groupe se fait connaître par ses caricatures en couverture du magazine spécialisée Tschin-Bumm. Au plus fort de leur succès, le groupe se retire pendant trois ans de l'industrie musicale. Lorsqu'il reprend en 1994, les temps ont changé, le succès est passé.
Les chansons des années 1980 sont souvent hédonistes. Le succès de chansons comme Ba-Ba-Banküberfall, Märchenprinz, Küss’ die Hand, schöne Frau, Fata Morgana ou Ding Dong donne l'étiquette d'un groupe burlesque, qu'il retrouvera en 1999 avec celui de la chanson Drei weiße Tauben.
Cependant le groupe fait dans le même temps des chansons au discours politique engagé. En 1994, l'ancien président Kurt Waldheim fait la menace d'un procès à cause de la chanson Wann man gehn muß ("Quand faut y aller"), mais fait l'objet de critiques. Le groupe s'engage principalement contre l'extrême-droite et sa violence (Eierkopf-Rudi, Neandertal). En 1984, après une menace d'attentat à la bombe de la part de néo-nazis à la suite d'une émission de télévision, le nationaliste Jörg Haider, alors peu connu, poursuit le groupe pour diffamation. De nombreux titres sont boycottés par les stations de radio comme Bayerischer Rundfunk à cause de leur critique de l'Église et de la société. La chanson la plus connue dans ce genre est Burli qui décrit les conséquences possibles d'un incident d'une centrale nucléaire, comme à Tchernobyl. Le groupe a été aussi accusé de se moquer des personnes handicapées.
D'automne 2005 jusqu'à fin 2007, EAV fait une tournée dans les pays germanophones pour présenter l'album 100 Jahre EAV… Ihr habt es so gewollt! qui mélange ses plus grands succès et des nouvelles chansons. L'album reste 113 semaines dans les meilleures ventes autrichiennes. Il enchaîne une nouvelle tournée pour le nouvel album Amore XL qui sera numéro un des ventes en 2007.
Le 5 février 2010, paraît l'album Neue Helden braucht das Land qui les amène à une nouvelle tournée en Autriche, en Allemagne et en Suisse. Au mois de mai, Thomas Spitzer doit se retirer de scène, il est remplacé par Reinhard Stranzinger (de). En 2014, EAV annonce mettre une longue pause à sa carrière, sans indiquer de date de retour.

## Composition du groupe

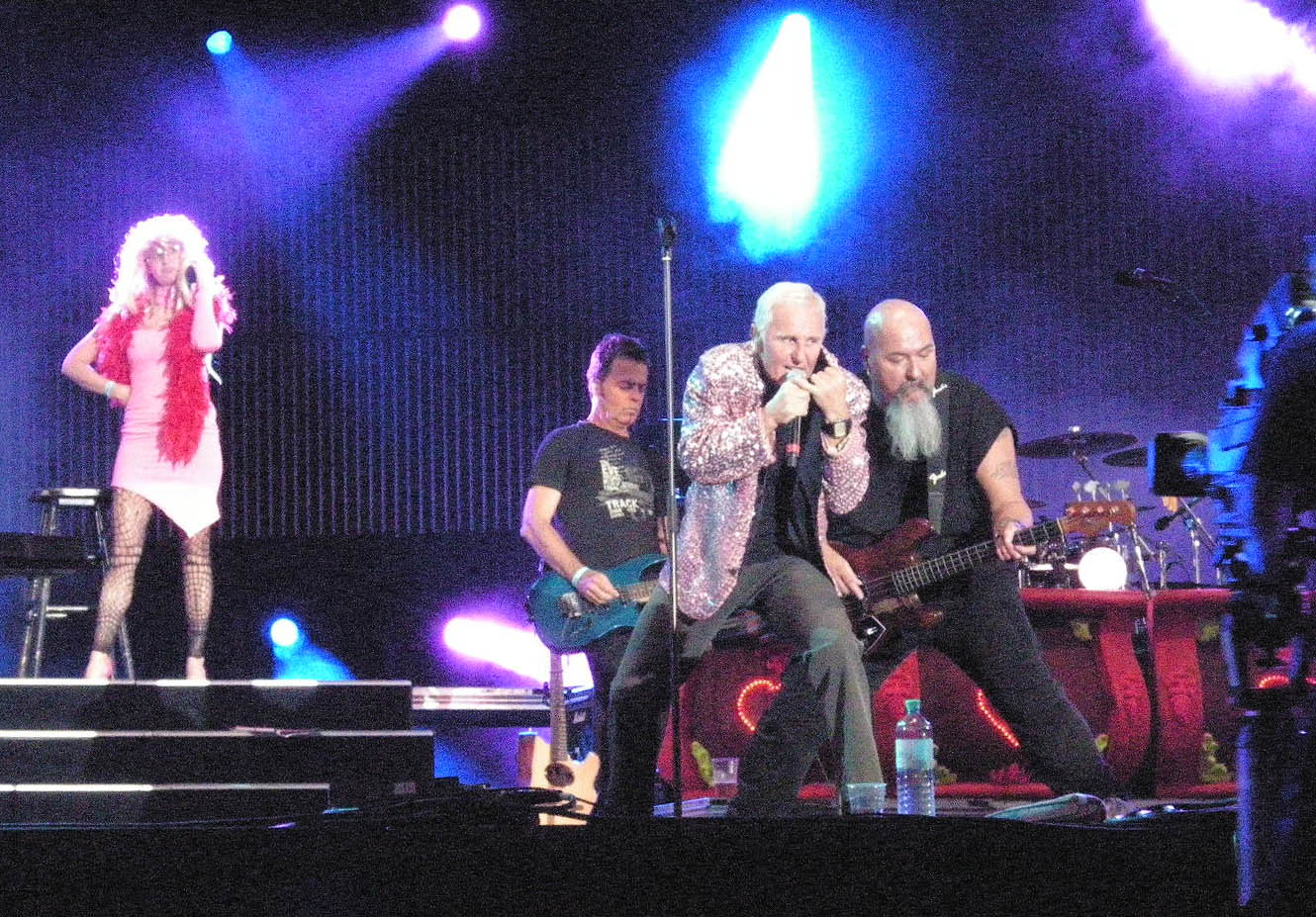
Klaus Eberhartinger au chant lors de Küss’ die Hand

Au cours de son histoire, le groupe a souvent changé de membres. De 1974 à 1977, les membres fondateurs Eik Breit, Nino Holm, Anders Stenmo et Thomas Spitzer se sont connus dans "Antipasta". De 1978 à 1979, le chanteur Wilfried est celui du groupe. Entre 1979 et 1983, les groupes EAV et S.T.S. forment selon l'indication de Thomas Spitzer un seul groupe, Gert Steinbäcker (de), Günter Timischl (de) et Helmut Röhrling alias Schiffkowitz (de) sont chanteurs et guitaristes. Après la mort de leur manager Walter Hammerl en février 1981, Klaus Eberhartinger (de) est engagé comme le nouveau chanteur. Après le départ de S.T.S., Mario Bottazzi et le producteur Peter Müller viennent. Ce dernier est remplacé peu après par Andy Töfferl. De 1992 à 1994, le groupe s'arrête.
En 1994, David Bronner est le nouveau producteur, Kurt Keinrath (de) prend les claviers. En raison de litiges commerciaux, Günther Schönberger et Eik Breit s'en vont. Kurt Keinrath devient un membre permanent. Leo Bei (de) est le nouveau bassiste. Anders Stenmo subit une perte soudaine de l'audition en 1998, Alex Deutsch et Robert Baumgartner entrent. Nino Holm part, de même qu'Alex Deutsch après une pneumonie. En 2001, Andy Töfferl et Franz Zettl fondent le projet "Andy-Töfferl-Show". Franz Kreimer (de), du groupe Ausseer Hardbradler (de), intègre le groupe. En 2010, Reinhard Stranzinger (de) assure le chant.

## Discographie (albums)
- 1978: 1. Allgemeine Verunsicherung
- 1981: Café Passé
- 1983: Spitalo Fatalo
- 1984: À la carte
- 1985: Geld oder Leben!
- 1987: Liebe, Tod & Teufel
- 1990: Neppomuks Rache
- 1991: Watumba!
- 1994: Nie wieder Kunst (wie immer …)
- 1997: Im Himmel ist die Hölle los!
- 1999: Himbeerland
- 2003: Frauenluder
- 2007: Amore XL
- 2010: Neue Helden braucht das Land